# Хрватска тежачка странка
Хрватска тежачка странка (ХТС) била је политичка странка босанскохерцеговачких Хрвата у Краљевини Срба, Хрвата и Словенаца.
Странка је основана 14. августа 1919. године на сједници у Травнику, а за циљ је имала окупљање свих Хрвата у Босни и Херцеговини у једну политичку странку.  На сједници у Травнику су осим политичара из „акционог одбора” (Јозо Сунарић и др) били и поједини челници Хрватске заједнице: Лавослав Полић, Алберт Базала, Стјепан Бућ, Милован Жанић, Вјекослав Спинчић, Керубин Шегвић и др. Након  расправе једногласно је усвојена резолуција у којој стоји да је Хрватска пучка странка „ликвидирана” и да се оснива јединствена хрватска странка у БиХ под именом „Хрватска тежачка странка”, а да ће програм странке бити израћен према Карлу Цанкару и Јулијану Јеленићу. Одлука о оснивању ХТС није значи да ће спор око стварање јединствене странке босанскохерцеговачких Хрвата нестати, с обзиром да се скоро нико од истакнутих присталица ХПС није приступио новооснованој странци, јер старији чланови и присталице нису били вољни одустати од политичке организације која је већ била укорјењена, а стекла је знатну подршку домаћег свештенства. Босански фрањевци су највећим дијелом били присталице ХТС, док су херцеговачки фрањевци били присталице ХПС.
Дан послије оснивања ХТС, тачније 15. августа 1919, у Долцу код Травника одржана је прва велика „пучка скупштина” ХТС. У мјесним одборима новоосноване странке превладавали су тежаци, али вођство странке чинила је свјетовна интелигенција и католички свештеници.
На изборима за Уставотворну скупштину Краљевине Срба, Хрвата и Словенаца 1920. године, ХТС је добила 38.440 гласова или 2,4% и тиме је стекла 7 заступнички мјеста. Седам заступника из ХТС су заједно са 56 хрватских заступника из Хрватске и Славоније оформили су Хрватско народно заступство, које је усвојило резолуцију, према којој се залажу за федералистичко уређење и за неутралну сељачку републику, па према томе одбацују централиситчки устав који је усвојила Народна скупштина Краљевине СХС на сједници коју су бојкотовали посланици из ХТС, КПЈ, ХРСС, ХПС, СНС и ХЗ.
На изборима 1923. године странка није имала добар резултат, освојивши само 6.088 гласова или 0,3%, што није било довољно ни за једно заступничко мјесто.